# Качик (озеро)
Качи́к (крим. Qaçıq, буквально «маленька скеля») — солоне озеро на півдні Керченського півострова на території Керченського району. Площа — 4,5 км2, 4,52 км2. Тип загальної мінералізації — солоне. Походження — лиманне. Група гідрологічного режиму — безстічне.

## Географія
Входить до Керченської групи озер. Довжина становить 2,56 км, максимальна ширина — 2,6 км, середня ширина — 1,1 км. Площа водозбору — 164 км2. Довжина берегової лінії — 12 км. Найближчі населені пункти: села Вулканівка і Ярке розташовані північніше озера.
Озеро Качик відокремлене від Чорного моря вузьким перешийком, який має вузький канал, який з'єднує води озера і моря, за іншими даними перешийок нерозривний.
Озеро заростає водною рослинністю переважно на опріснених ділянках — в лагунах біля пересипів, в гирлах впадаючих балок, в зоні виходів підземних вод. Тут інтенсивно розвиваються різні водорості, аж до цвітіння води.